# John Cecil, 6. Earl of Exeter

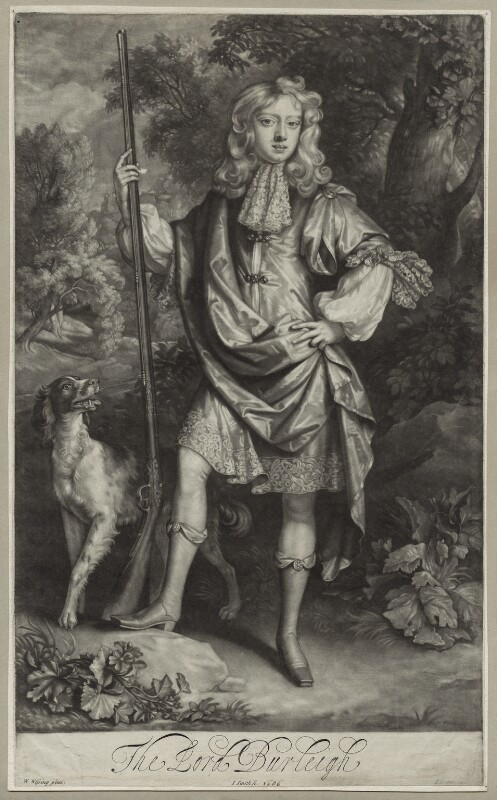
John Cecil, Lord Burghley (vor 1700)

John Cecil, 6. Earl of Exeter (* 15. Mai 1674; † 24. Dezember 1721) war ein britischer Peer und Politiker.

## Leben
Cecil war der älteste Sohn des John Cecil, 5. Earl of Exeter, und der Lady Anne Cavendish, Tochter von William Cavendish, 3. Earl of Devonshire. Als Heir apparent seines Vaters führte er den Höflichkeitstitel Lord Burghley.
Als sein Vater am 29. August 1700 starb, wurde er Earl of Exeter und Baron Burghley sowie Mitglied des House of Lords. Zudem hatte er das Amt des Lord Lieutenant von Rutland inne.
In erster Ehe hatte er am 9. Februar 1697 Annabella Bennet, Tochter des John Bennet, 1. Baron Ossulston, geheiratet. Die Ehe blieb kinderlos, Annabella starb bereits 1698.
In zweiter Ehe heiratete er am 19. September 1699 Elizabeth Brownlow, Tochter des Sir John Brownlow, 3. Baronet. Sie hatten drei gemeinsame Kinder:
- John Cecil, 7. Earl of Exeter (1700–1722);
- Lady Elizabeth Cecil ⚭ William Aislabie;
- Brownlow Cecil, 8. Earl of Exeter (1701–1754).